# هارولد كولينز (رافع أثقال)
هارولد كولينز (بالإنجليزية: Harold Collins)‏ هو رافع أثقال ‏ أمريكي، ولد في 25 مايو 1957 في شانون في الولايات المتحدة.

## وصلات خارجية
- الموقع الرسمي